# Elymus repens
Pirul târâtor (Elymus repens) este o specie de plantă perenă, cu rizomi lungi, comune prin locuri părăsite. Dezvoltă tulpina erectă, cilindrică, glabră, pronunțată și articulată ajungând la înălțimea de 1 m și frunzele pirului tarator sunt liniare. Spicul este lung, format din numeroase spiculețe, glumele sunt lanceolate, cu vârf acut sau aristat. Fructul reprezinta o cariopsă ventră turtită, brăzdată.
Produsul medicinal este folosit Graminis rhizomata care contine mucilagi, vitamine și ulei volatil ce are acțiune diuretică, hipotensivă si antiinflamatoare. Se utilizează în calitate de diuretic, contra gutei și podagrei.